# Fons van der Stee
Alphonsus Petrus Johannes Mathildus Maria (Fons) van der Stee (ur. 30 lipca 1928 w Langeweg, zm. 9 września 1999 w Hadze) – holenderski polityk i prawnik, senator i deputowany, w latach 1971–1973 sekretarz stanu, od 1973 do 1983 minister.

## Życiorys
Studiował prawo na Katolickim Uniwersytecie w Nijmegen. Praktykował jako doradca podatkowy. Zaangażował się w działalność polityczną w ramach Katolickiej Partii Ludowej, w latach 1968–1971 pełnił organizacyjną funkcję przewodniczącego tego ugrupowania. W 1980 z tą formacją dołączył do Apelu Chrześcijańsko-Demokratycznego. W 1971 był członkiem Eerste Kamer. Od lipca 1971 do marca 1973 oraz od maja do listopada 1973 pełnił funkcję sekretarza stanu w resorcie finansów. W latach 1972–1973 i ponownie w 1977 wykonywał mandat posła do Tweede Kamer.
W listopadzie 1973 objął urząd ministra rolnictwa w gabinecie Joopa den Uyla. Pozostał na tym stanowisku również w utworzonym w grudniu 1977 rządzie Driesa van Agta. W marcu 1980 przeszedł na funkcję ministra finansów, którą sprawował także w dwóch kolejnych gabinetach tego premiera do listopada 1982. W pierwszym rządzie lidera chadeków od grudnia 1977 do września 1981 był równocześnie ministrem bez teki do spraw Antyli Holenderskich. Po odejściu z rządu wycofał się z aktywności politycznej, od 1983 był powoływany w skład rad nadzorczych szeregu przedsiębiorstw.

## Odznaczenia
- Order Oranje-Nassau I klasy (1982)[1]